# Heleia squamifrons
Heleia squamifrons é uma espécie de ave da família Zosteropidae.
Pode ser encontrada nos seguintes países: Indonésia e Malásia.